# 大衛·哈伯斯坦
大衛·哈伯斯坦（英語：David Halberstam，1934年4月10日—2007年4月23日），生於美國紐約市，猶太人，記者、作家與歷史學家。他以對越戰的報導而聞名，為普利茲獎得主。曾因報導水門事件迫使理查德·尼克松下台的另一位傳奇記者鮑勃·伍德沃德曾尊稱大衛·哈伯斯坦為“美國記者之父”。

## 生平
1955年，畢業於哈佛大學，取得文學士。
1963年因由西貢發回的描述越南戰爭的詳盡報導而獲得當年的普利策獎。1965年後，他連續推出《陷入困境》、《羅伯特·肯尼迪未完成的遠征》、《胡志明—北越的領袖》及《出類拔萃的一群》。
2001年，由他編撰的《和平年代的戰爭》細緻且豐富地展現了白宮、國務院和五角大樓主要人物和華盛頓政治掮客之間的權力鬥爭，以及冷戰後10年中影響美國外交政策的各種因素。此書被稱為美國20世紀90年代政治和外交決策最權威的紀錄。
而在《媒介與權勢：誰掌管美國》一書中，哈伯斯坦用大量的筆墨描述20世紀美國新聞政治史上一系列重大政治事件的背景、發展。
此外，哈柏斯塔姆還曾花費七年的時間觀察記錄哥倫比亞廣播公司、《時代周刊》、《華盛頓郵報》、《洛杉磯時報》、《紐約時報》五家美國著名媒體及其記者、編輯、發行人的歷史，以及他們與美國政客、政府、政治之間互動的關係。他流暢的筆觸、嚴格對待史實的態度和深刻的歷史觀察力被讀者與專家學者所認可。
大衛·哈伯斯坦醞釀40多年，耗時10余春秋，完成其生命最後之作——《最寒冷的冬天》。為創作本書，他走訪了諸多知名圖書館和研究機構，從浩如煙海的資料中探尋歷史的隱秘；他訪問了100多位散佈美國各個角落的朝鮮戰爭倖存老兵，描繪和剖析了二戰後這場“為平局而死”的戰爭，並從獨特的角度得出了關乎歷史和未來的一系列發人深思的新結論。2007年4月23日，就在《最寒冷的冬天》付梓之際，在為下一部作品進行採訪的途中，哈伯斯坦在前往北加州採訪退休美式足球選手的路上，在舊金山南部的聖馬特奧縣被另一輛汽車橫腰撞上，當場死亡。兩車司機也都受傷，但無生命危險。車禍發生的前兩日晚，哈伯斯塔受邀在加州大學柏克萊分校就“新聞與新聞事件及其歷史價值意義”為題作演講。

## 著作
- 1972年 《出類拔萃的一群（英语：The Best and the Brightest）》
- 2007年 《最寒冷的冬天：美國與韓戰》（The Coldest Winter: America and the Korean War）

## 外部連結
- 林博文專欄－死於採訪的紐時記者